# Антігоніш (Нова Шотландія)
Антігоніш (англ. Antigonish) — місто в Канаді, розташоване в провінції Нова Шотландія, центр однойменного графства. У місті проживає 4 364 мешканців (2016).

## Історія
До європейського заселення місцевість була населена мікмаками. Перше європейське поселення побудоване в 1784 році. У 1852 засновано газету The Casket, у 2015 році її придбала компанія Bounty Print.
У 1855 заснований університет Св. Франциска Ксав'єра. Першу лікарню в Антігоніші відкрито 10 червня 1906 року.

## Відомі люди
- Денніс Бонві — канадський хокеїст.
- Пол Маклін — канадський хокеїст.
- Крейг Макдональд — канадський хокеїст.